# Риомађоре
Риомађоре (итал. Riomaggiore) је насеље у Италији у округу Ла Специја, региону Лигурија.
Према процени из 2011. у насељу је живело 1067 становника. Насеље се налази на надморској висини од 60 м.

## Становништво
Према резултатима пописа становништва 2011. у општини је живело 1.669 становника.
| 1931. | 1936. | 1951. | 1961. | 1971. | 1981. | 1991. | 2001. | 2011. |
| ----- | ----- | ----- | ----- | ----- | ----- | ----- | ----- | ----- |
| 3.377 | 3.355 | 3.239 | 3.066 | 2.649 | 2.441 | 2.051 | 1.809 | 1.669 |